# Geografia della Bielorussia

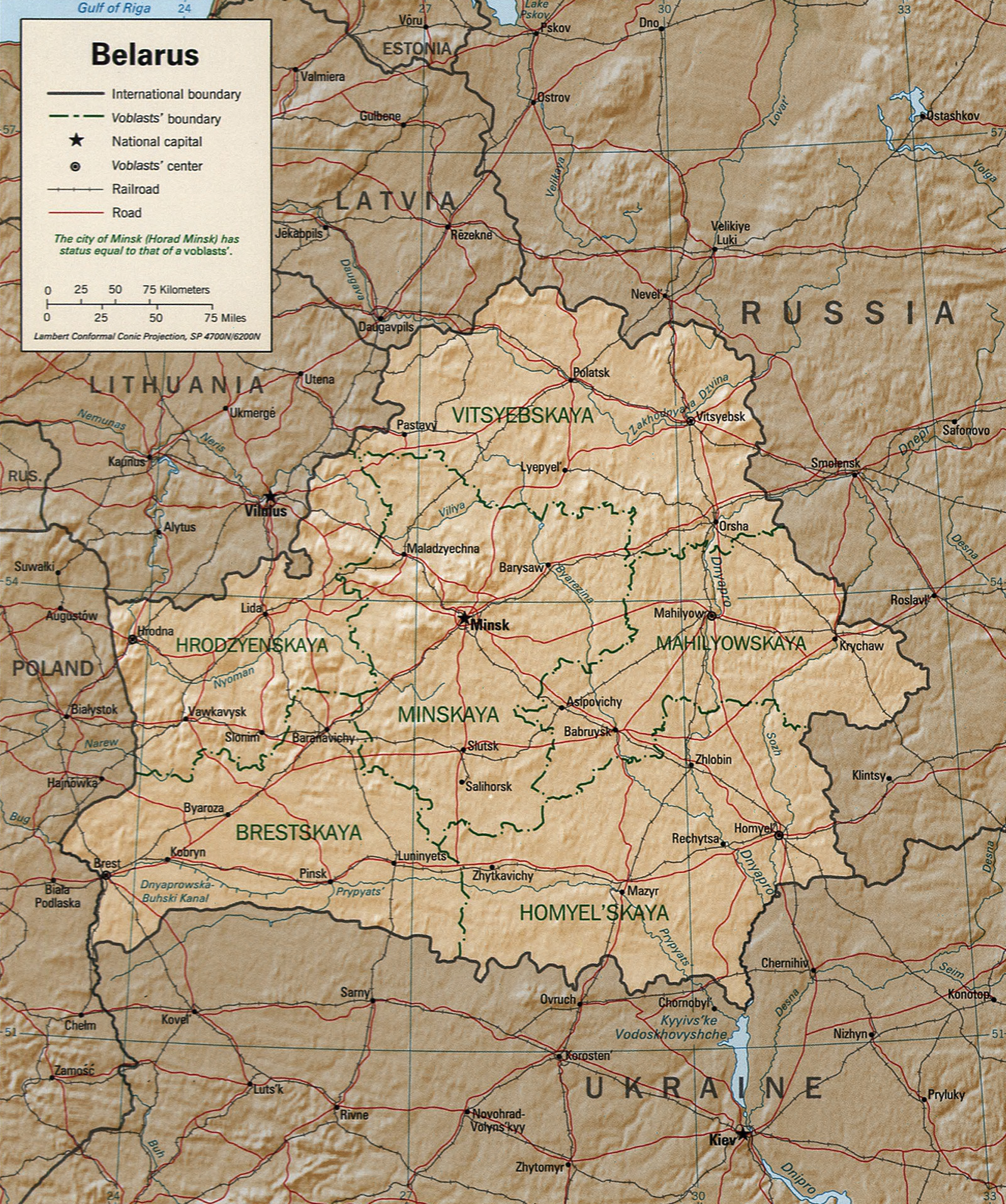
Mappa della Bielorussia

Il territorio della Bielorussia è per lo più pianeggiante, l'altitudine media è pari a 162 m s.l.m. e l'elevazione massima è pari a 346 m s.l.m.
Il paese, situato nell'Europa orientale non ha confini naturali e non ha sbocchi sul mare.

## Dati generali

### Confini
La Bielorussia confina a nord-ovest con la Lettonia per 141 km, a ovest con la Lituania per 502 km e con la Polonia per 407 km, a nord-est ed est con la Russia per 959 km e a sud con l'Ucraina per 891 km.

### Superficie
La superficie totale del paese è pari a 207.600 km².

## Morfologia

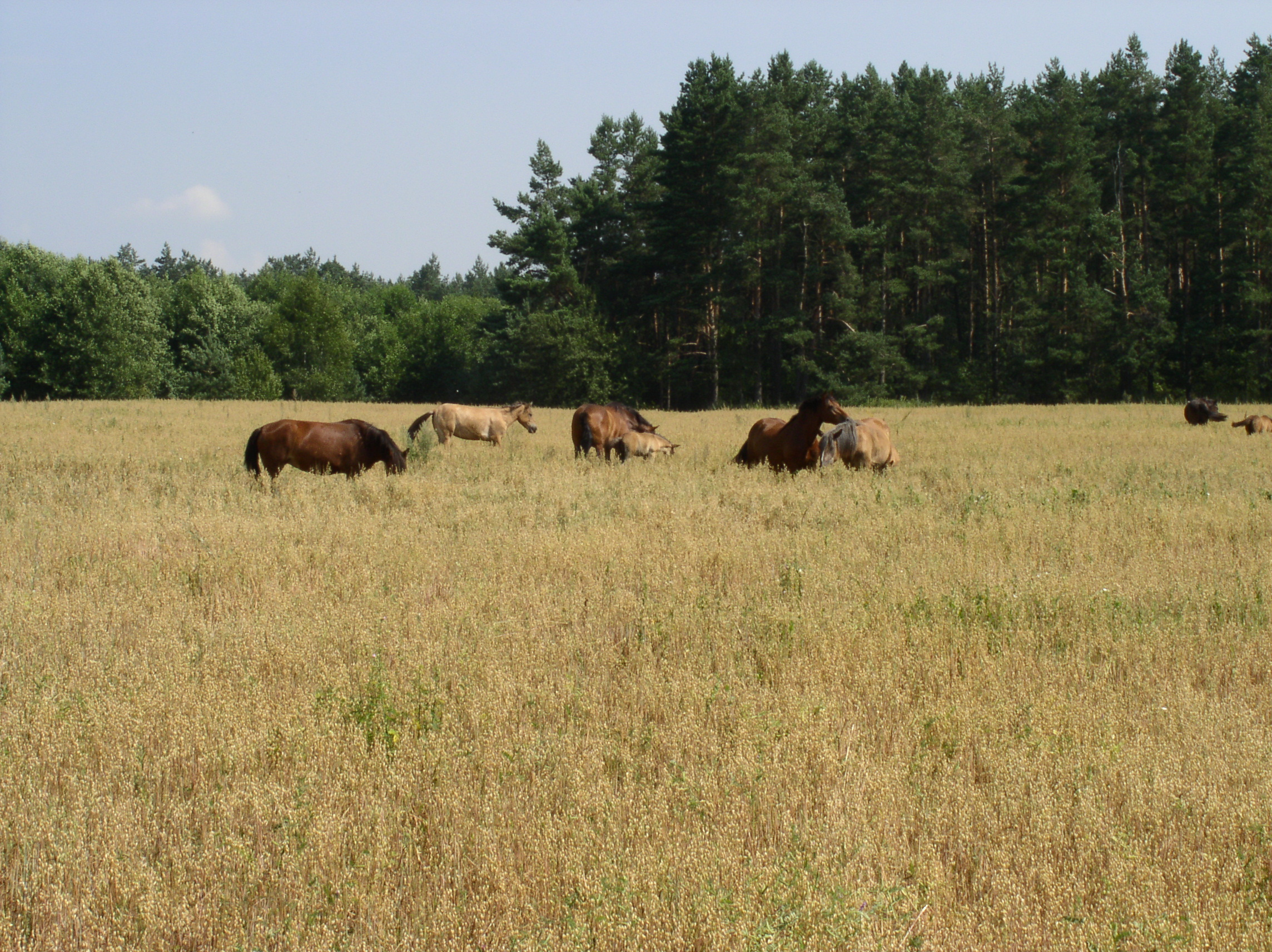
Territorio pianeggiante del voblast di Minsk

Il territorio pianeggiante del paese è interrotto dalla catena collinare delle alture della Russia Bianca (Byelaruskaja Hrada) una catena che attraversa diagonalmente il paese da ovest-sud-ovest a est-nord-est. Il punto più elevato è il monte Dzeržinskaja (346 m s.l.m.) così chiamato in onore di Feliks Dzeržinskij. La dorsale costituisce la linea di spartiacque fra i bacini del mar Baltico e del mar Nero.
La parte settentrionale del paese è caratterizzata da basse colline e da un elevato numero di laghi di origine glaciale, questo tipo di paesaggio prosegue verso settentrione nei Paesi Baltici.
La parte meridionale del paese è invece pianeggiante, vi si trova la vasta pianura della Polesia con acquitrini, dune di sabbie ed estese foreste attraverso le quali scorre il fiume Pryp"jat'.

## Idrografia

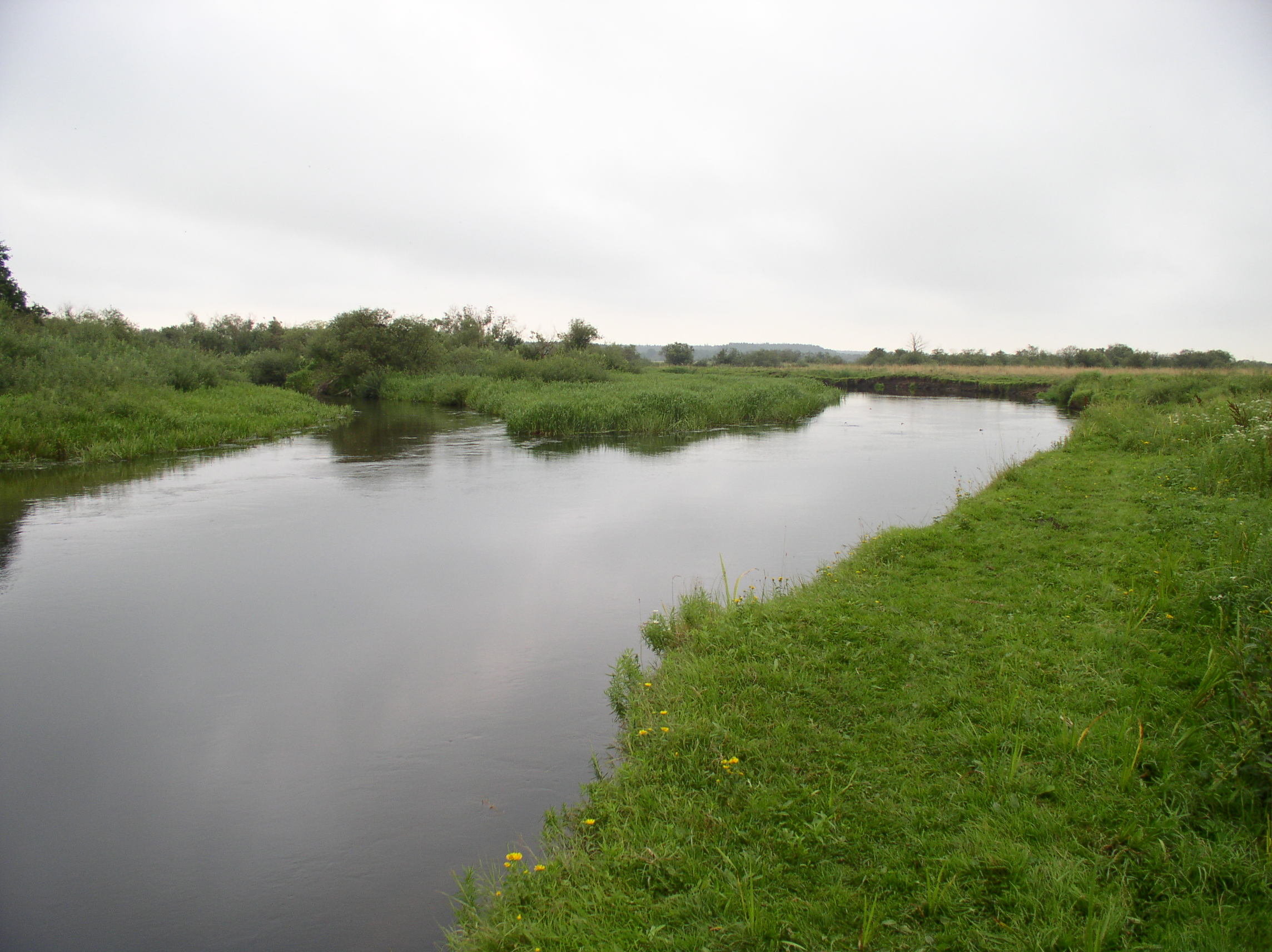
Nemunas

Il paese è caratterizzato dalla presenza di circa 3.000 corsi d'acqua e 4.000 laghi. I corsi d'acqua sono usati per il trasporto del legname, per la navigazione e la produzione di energia elettrica.
Il canale artificiale Dnepr-Bug, collega i bacini del Baltico e quello del Mar Nero.

### Fiumi

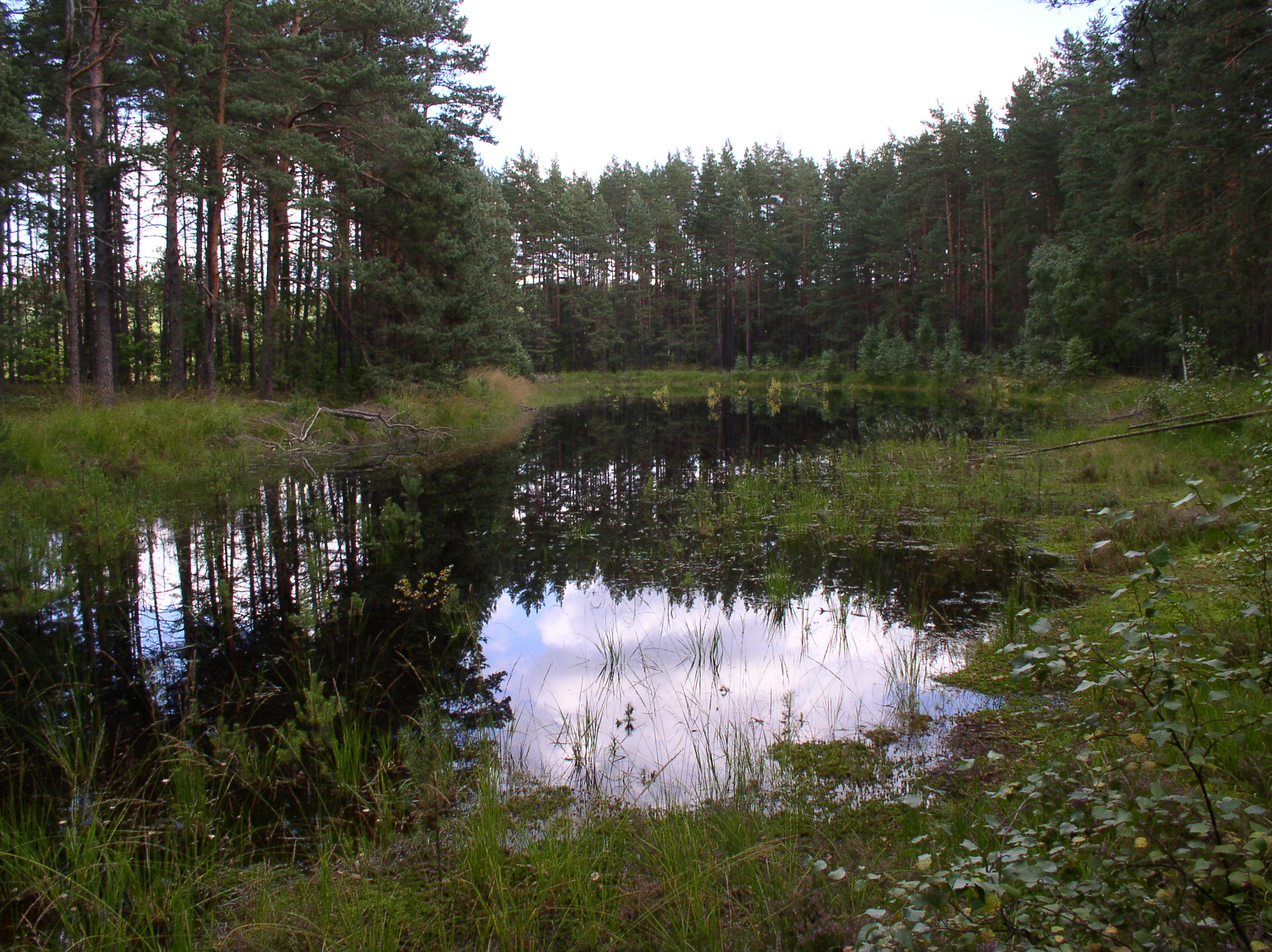
Lago Tapily

Fiumi principali
| Nome              | Lunghezza totale | Km in territorio bielorusso |
| ----------------- | ---------------- | --------------------------- |
| Dnepr             | 2201             | 690                         |
| Berezina          | 613              | 613                         |
| Pryp"jat'         | 761              | 495                         |
| Sož               | 648              | 493                         |
| Nemunas           | 937              | 459                         |
| Ptich             | 421              | 421                         |
| Dvina occidentale | 1020             | 328                         |
| Chara             | 325              | 325                         |

### Laghi
I laghi principali sono il Narach (in russo Naroch') 79,6 km², il lago Osveya 52,8 km² e il Chervonoye 40,3 km² .

## Clima
Ha un clima continentale-umido.

## Fonti e bibliografia
Parzialmente tradotto da:
- (EN) Country studies - Library of Congress, su lcweb2.loc.gov.

I dati numerici sono tratti da 
- (EN)  CIA World Factbook 2005